# Гальченко, Валерий Владимирович
Вале́рий Влади́мирович Га́льченко (род. 15 августа 1951, Измаил) — депутат Государственной думы в 1999—2016 годах, первый заместитель руководителя Центрального исполнительного комитета партии «Единая Россия» (до 14 сентября 2011 года), член Центральной избирательной комиссии Российской Федерации.

## Биография
Родился 15 августа 1951 года в Измаиле (ныне Одесская область Украины).

### Образование
Окончил МВТУ имени Н. Э. Баумана в 1978 году, Центр подготовки менеджеров при МИНХ имени Г. В. Плеханова в 1991 году, Российскую академию государственной службы при Президенте РФ в 1994 году.
25 июня 2013 года защитил диссертацию по теме «Местное самоуправление как институт развития социальной активности населения (социологический анализ)». Как установили эксперты Диссернет, около половины диссертации представляет собой дословное недокументированное копирование работы «Условия повышения социальной активности граждан в решении местных проблем» (Аналитический отчет о проведении количественного и качественного исследования. Авторский коллектив: Воробьев В. В., Парфенов В. Г., Разворотнев С. Д., Тюриков А. Г., Москва — 2008). А. Г. Тюриков был также официальным оппонентом на защите диссертации. По словам самого Гальченко, авторы коллективной работы воспользовались его исследованиями, разместив их в интернете. 7 апреля 2017 года диссертационный совет Д 212.048.01 при ВШЭ рекомендовал лишить Гальченко ученой степени по заявлению «Диссернета». Тогда же Валерий Гальченко сам подал заявление о снятии научного звания, в итоге Президиум Высшей аттестационной комиссии лишил его ученой степени.

### Трудовая деятельность
Трудовую деятельность начал в 1969 году автоэлектрослесарем в Измаиле. Прошёл службу в Советской армии с 1969 по 1971 год.
С 1978 по 1986 год — инженер, руководитель группы загородной базы МВТУ в Дмитровском районе Московской области. С 1986 по 1990 год — заместитель начальника Дмитровского отделения научно-производственного объединения «Элас».

### Политическая деятельность
С 1990 по 1993 год — председатель Дмитровского городского Совета народных депутатов. С 1993 по 1997 год — депутат, с 1994 года — заместитель председателя Московской областной Думы.
Избирался членом Совета Московской областной организации ПРЕС с 1993 по 1994 год, членом Центрального Совета объединения «Яблоко» (1996—1997), председателем Московской областной организации Движения «Честь и Родина» (1996), первым заместителем председателя Народной партии Российской Федерации (НПРФ).
В 1995 году баллотировался на пост губернатора Московской области, во втором туре проиграл А. С. Тяжлову.
Являлся председателем совета некоммерческого фонда «Московская область — социальная и правовая защита».
В декабре 1999 года был избран депутатом Государственной Думы РФ третьего созыва по Дмитровскому одномандатному избирательному округу № 104 Московской области (выдвигался избирательным блоком «Отечество — Вся Россия»), был членом группы «Народный депутат», заместителем председателя Комитета по бюджету и налогам, членом Комиссии по содействию политическому урегулированию и соблюдению прав человека в Чеченской Республике, членом Комиссии по содействию в урегулировании политической и экономической ситуации в Приднестровье.
7 декабря 2003 года был избран депутатом Государственной Думы РФ четвертого созыва от Дмитровского избирательного округа № 105 Московской области, был членом фракции «Единая Россия», членом Комитета по бюджету и налогам.
2 декабря 2007 года избран депутатом Государственной Думы РФ пятого созыва в составе федерального списка кандидатов, выдвинутого «Единой Россией», является членом Комитета по бюджету и налогам.
В 2006—2008 годах являлся координатором Партии по взаимодействию с органами местного самоуправления, председателем Всероссийского Совета местного самоуправления.
В 2008 году назначен главой регионального управления центрального исполкома партии и первым заместителем руководителя исполкома «Единой России». С ноября 2008 года возглавляет центральный избирательный штаб. Член Совета при Президенте РФ по развитию местного самоуправления.
12 апреля 2010 года вошёл в число трёх претендентов на пост губернатора Липецкой области, предложенных для рассмотрения Президенту РФ.
Участвовал в предварительном народном голосовании (праймериз) в Костромской области. Занял второе место в списке кандидатов.
14 сентября 2011 года подал в отставку с занимаемой должности по собственному желанию.
24 сентября 2011 года на XII Съезде Всероссийской политической партии «ЕДИНАЯ РОССИЯ» был утвержден в составе 46 Региональной группы (Костромская область) в качестве кандидата в депутаты Государственной Думы ФС РФ шестого созыва.
4 декабря 2011 года был избран депутатом Государственной Думы ФС РФ шестого созыва от Костромской области.
24 февраля 2016 года постановлением Государственной Думы назначен членом Центральной избирательной комиссии.

## Личная жизнь
Женат, имеет четырех дочерей и двоих сыновей.
Увлечения: классическая музыка, плотницкое и строительное дело, автомобиль (участвует в «гонках на выживание»).
По официальным данным за 2011 год Гальченко вместе с супругой получил доход в размере 4,6 млн рублей. Семье принадлежат пять земельных участков общей площадью 30,4 тысяч квадратных метров, две квартиры, жилой дом и четыре легковых автомобиля.

## Награды
Медаль ордена «За заслуги перед Отечеством» II степени.
Знак отличия «Парламент России».
Почетный знак Государственной Думы «За заслуги в развитии парламентаризма».
Знак Губернатора Московской области «За полезное».